# Calvaire de Trois-Rivières-Ouest
Le calvaire de Trois-Rivières-Ouest est un calvaire situé sur la rue Notre-Dame Ouest à Trois-Rivières. Il a été classé Immeuble patrimonial par le ministère de la Culture et des Communications en 1983.

## Histoire
Le calvaire de Trois-Rivières-Ouest a été érigé en 1820 et compte parmi les plus anciens qui subsistent au Québec. Il aurait été érigé à la demande d'un père de trois enfants qui sont morts dans l'incendie de la résidence familiale, il aurait été d'abord construit à l'endroit de la maison détruite par les flammes. L'auteur de la sculpture du Christ est inconnu, elle fut possiblement réalisée par un artiste professionnel contemporain tel que Thomas Baillairgé ou Louis-Thomas Berlinguet. Au début du XXe siècle, le calvaire a été déplacé à sa localisation actuelle. Le 6 août 1983, il a été classé immeuble patrimonial par le ministère des Affaires culturelles.

## Galerie

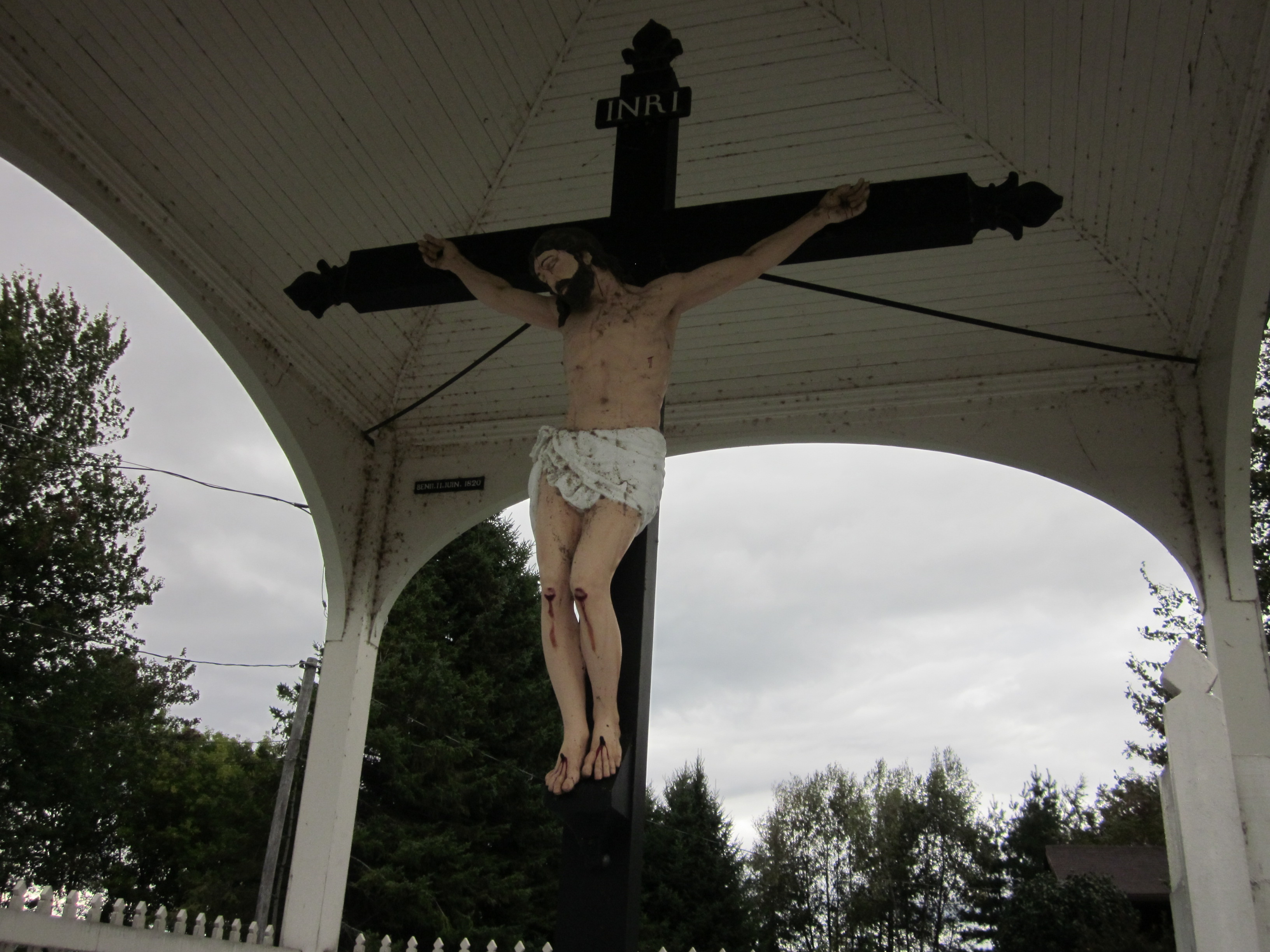
Calvaire de Trois-Rivières-Ouest.
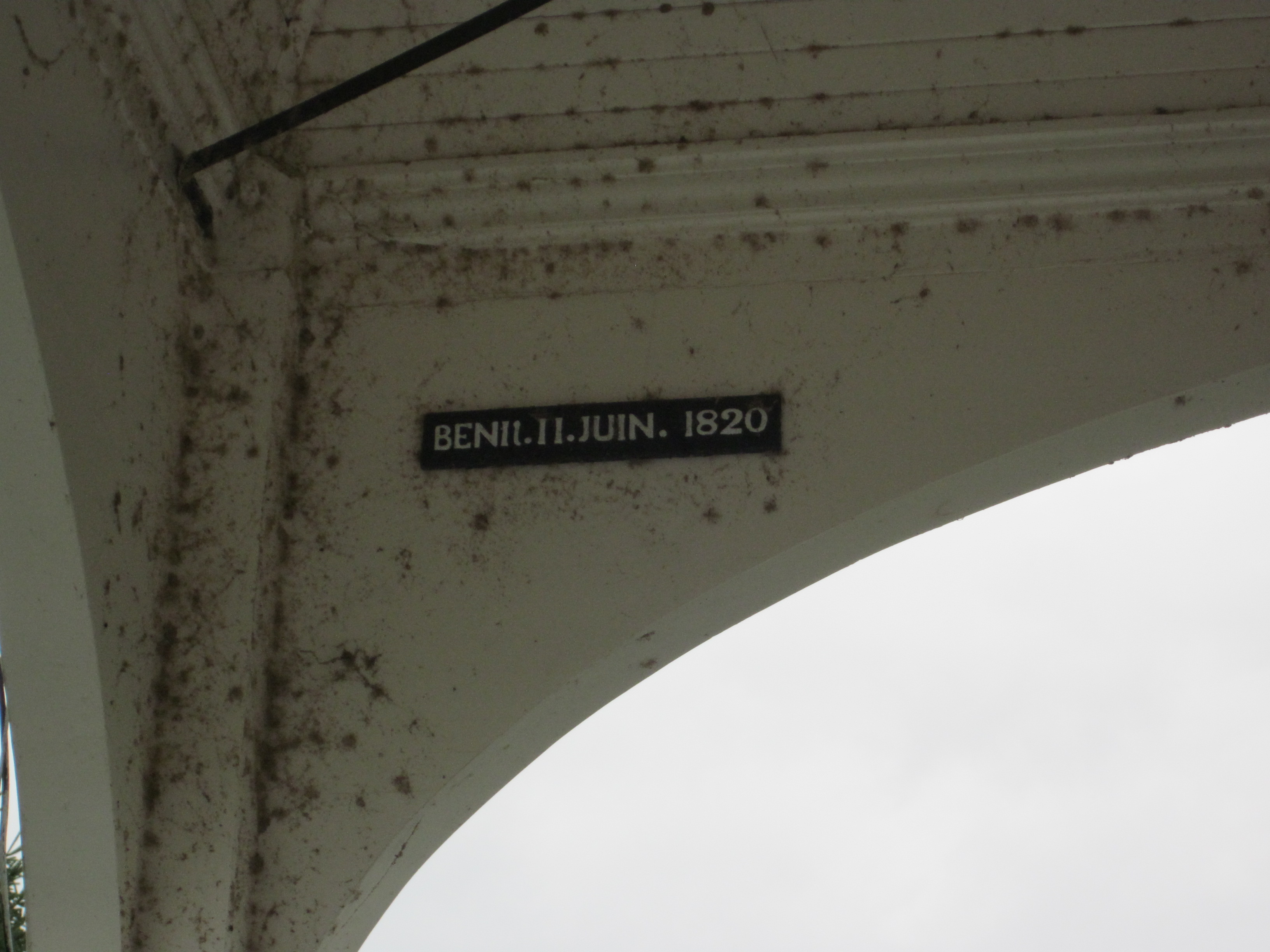
Sanctifié le 11 juin 1820.